# Blinkworthia lycioides
Blinkworthia lycioides är en vindeväxtart som beskrevs av Jacques Denys Denis Choisy. Blinkworthia lycioides ingår i släktet Blinkworthia och familjen vindeväxter. Inga underarter finns listade i Catalogue of Life.